# Charles Édouard Lambert
Charles Édouard Lambert, né à Saint-Lô le 8 juillet 1794 ou le 9 juillet 1794 et mort à Bayeux le 23 juillet 1870, est un bibliothécaire et archéologue français.

## Biographie

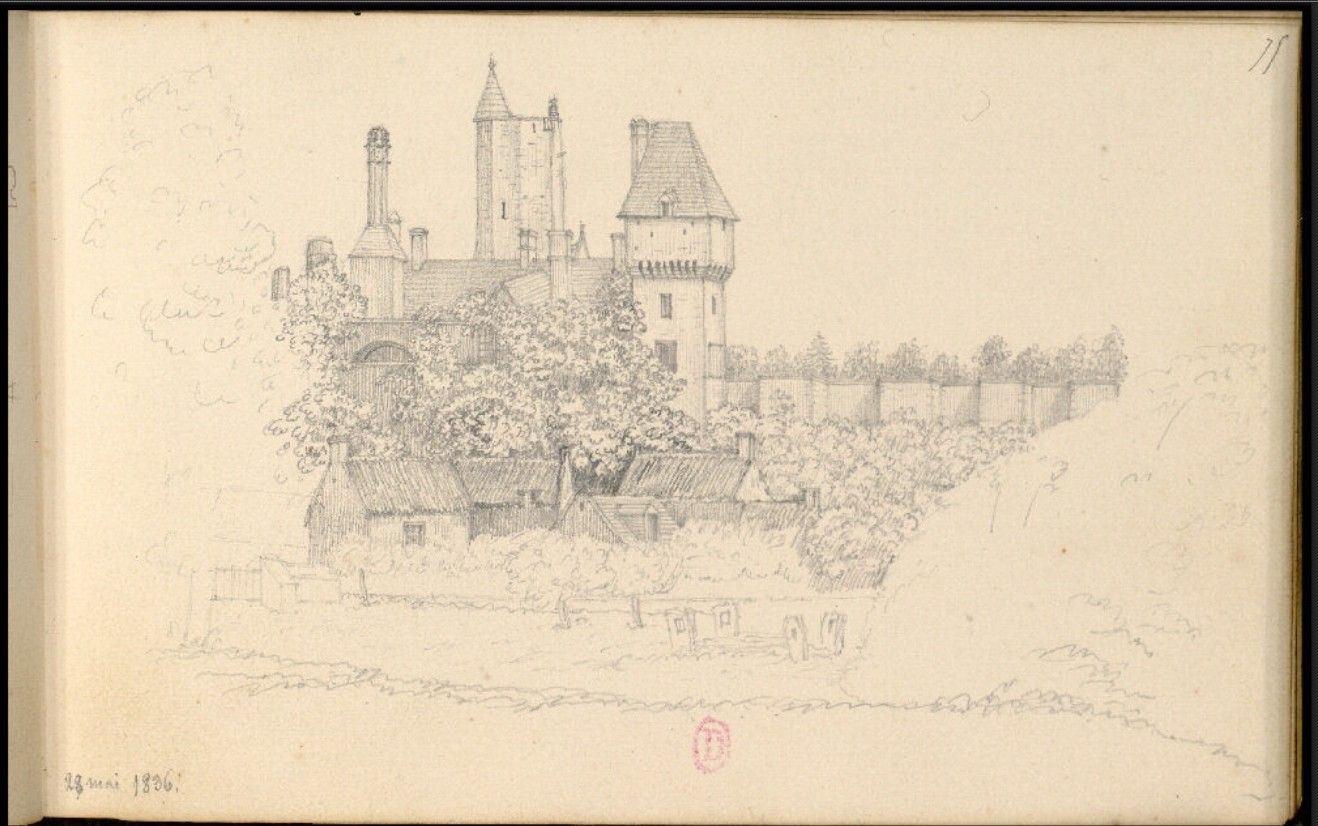
Chateau de Creully - Charles Edouard Lambert

Conservateur de la bibliothèque de Bayeux, il a réalisé des dessins d'édifices du Calvados.

## Travaux
- Mémoire historique sur la bataille de Formigny, 1824.
- Essai sur la numismatique gauloise du nord-ouest de la France, 1844-1864.
- Notice biographique sur Michel Beziers, prêtre, historien de Bayeux, 1853.
- Épigraphie romaine dans le département du Calvados, 1869.